# محطة قري (السودان)
تقع مدينة قري في اقصى الحزء الشمالي من ولاية الخرطوم محلية بحري وتعتبر قري هي حلقة الوصل بين ولاية الخرطوم وولاية نهر النيل وتتكون مدينة قري من مجموعة من القرى بتداء من الناحية الجنوبية بقرية التكينة ودعتمان و دبك والسليت ثم قلعة ودمالك والحسانية والكمر ومن ثم قري الشايقية والغار والحواويت وجزيرة الرويان وتوجد ايضا بعض القرى الصغيرة التي تتفرع منها تعتبر مدينة قري من اهم المدن في ولاية الخرطوم حيث تحتوي على اكبر مصفاة لتكرير البترول في السودان وايضا تحتوي على ميناء قري الجمركي او المنطقة الحرة قري 

## الاهداف
- المساهمة في تنمية الاقتصاد الوطني وانتعاشه
- زيادة وجذب الاستثمارات الداخلية والخارجية
- تهيئة فرص لزياده الصادر والنمو
- تشجيع الإستثمار النوعي بجذب الصناعات المتخصصه
- زيادة فرص العمل
- اعمار البيئه المحيطه[2]

## مميزات المنطقة
- يمكن للمستثمرين الاجانب الحق في التملك الكامل للاسثمارات
- مطلق الحرية في تحويل رؤوس الاموال ال الخارج
- يمكن التداول بالنقد الاجنبي
- اعفاء من ضريبه الاشخاص
- اعفاء من ضريبه الارباح
- اعفاء البضائع الواردة للمناطق الحرة أو المصدرة منها لغير السوق المحلي من الرسوم الجمركية
- الاستفادة من الميزة التفضيلية التي يتمتع بها السودان في دول الكوميسا[2]